# Al-Qaṭrāneh
Al-Qaṭrāneh este unul dintre districtele Guvernoratului Karak, Iordania.